# Chinees examenstelsel
Het Chinees examenstelsel gaf toegang tot bestuurlijke en ambtelijke functies en succes bij deze examens was vanaf de Song-dynastie ( 960-1279) de vrijwel enige weg daartoe. Op een korte uitzondering in de jaren tussen 1279 tot 1315 tijdens de Yuan-dynastie heeft dit systeem tot 1905 gefunctioneerd. Het curriculum kon tijdens verschillende dynastieën enigszins variëren.  Tijdens de Tang-dynastie (618-905) en de Song-dynastie was bijvoorbeeld juridische kennis een onderdeel. Dit onderdeel verdween in latere dynastieën. De kern van de examenstof werd echter altijd gevormd door kennis van de confucianistische klassieken.

## Historische achtergrond
Al in de periode van de Strijdende Staten had de Chinese filosoof Xunzi ( 312 v.Chr. - 230 v.Chr.) gesteld dat educatie gebaseerd zou moeten zijn op kennis van de Vijf Klassieken, de kern van de Dertien Klassieken die de canon van het confucianisme vormen. Een keizerlijke academie werd in 124 v Chr. opgericht tijdens de Westelijke Han-dynastie (206 v.Chr.-8 n. Chr.) waar vijftig geselecteerde studenten werden opgeleid die functies zouden gaan vervullen in de bureaucratie van de dynastie. Aan het eind van de dynastie zouden er drieduizend aan de academie hebben gestudeerd. Dat aantal houdt vermoedelijk verband met de veronderstelling  dat Confucius geacht werd zelf drieduizend discipelen te hebben gehad.
Vrijwel alle benoemingen in de bureaucratie tijdens de gehele Han-dynastie (206 v.Chr. - 220 na Chr.) waren op basis van aanbevelingen van de belangrijkste leden van de Chinese aristocratie en aanbevolen kandidaten waren dat dan vrijwel altijd  eveneens. De destijds gegeven ratio achter het systeem van aanbeveling was, dat op deze wijze verzekerd kon worden dat alleen personen met hoge morele opvattingen verantwoordelijke functies zouden uitoefenen.
Een vorm van een  mondeling examensysteem vond al plaats tijdens de periode van de keizer Han Wudi (156 v.Chr. - 87 v.Chr.). De keizer zelf stelde een aantal vragen over de confuciaanse klassieken aan kandidaten. Op basis hiervan werden kandidaten in een rangorde geplaatst en kon de keizer besluiten welke tot zijn persoonlijke staf zouden gaan behoren. Dit zou een belangrijke betekenis gaan hebben, omdat hiermee duidelijk werd dat de staat besliste welke de belangrijkste confuciaanse teksten waren. Tijdens de Oostelijke Han-dynastie werden de eerste schriftelijke examens afgenomen.
De immense betekenis van het examensysteem voor de Chinese cultuur kwam tot stand in de achtste eeuw. In de periode van de onderbreking van de Tang-dynastie door de keizerin Wu Zetian (625-705) kon deze niet meer vertrouwen op de oude aristocratie uit het noordwesten van het land en moest zich verzekeren van een nieuwe politieke en bestuurlijke machtsbasis. Die vond zij in niet-aristocratische literati uit het zuidoosten van China. Na de restauratie van de Tang-dynastie zetten de keizers deze methode van selectie voort. Het gevolg was een verzwakken van de positie van de oude aristocratie en het geleidelijk verdwijnen van die klasse. In delen van het land wisten enkele oude aristocratische clans nog enige tijd hun machtspositie te behouden, maar aan het eind van de elfde eeuw was er in China – op enkele heel specifieke uitzonderingen na -  geen adelstand meer aanwezig.

## Verdere ontwikkeling

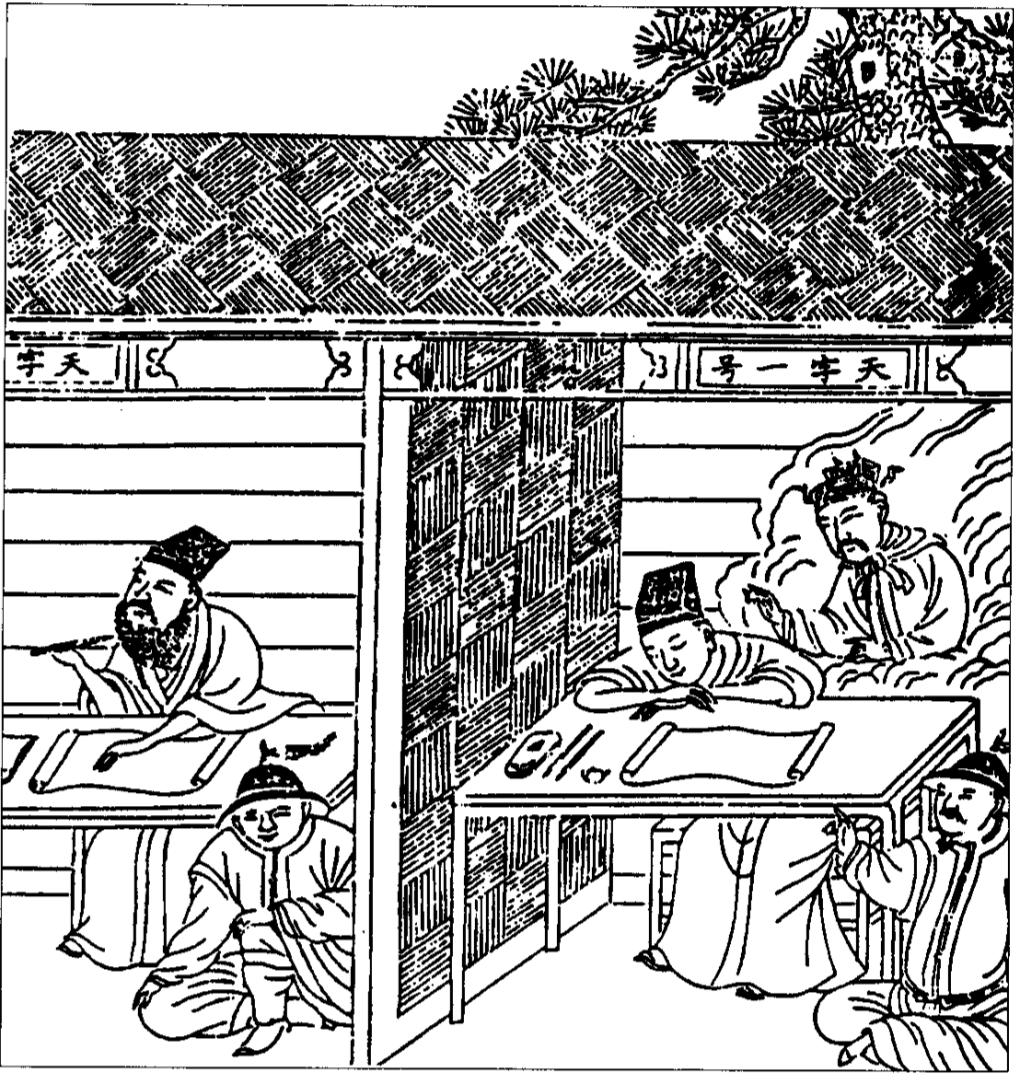
Tekening uit 1604. Een kandidaat is door drank en vermoeidheid in slaap gevallen.Wenchang Wang, de Chinese god van literatuur en cultuur tracht hem te ontwaken

Vanaf de Song-dynastie  nam het aantal kandidaten sterk toe. Dat werd mede mogelijk gemaakt door het toenemend drukken van teksten, zodat meer mensen op een meer toegankelijke wijze hier kennis van konden nemen. De mate van geletterdheid van kandidaten en hun competentie in het analyseren van teksten zijn dan ook belangrijker geworden dan het sociale netwerk dat zij wel of niet hebben. De anonimiteit van de kandidaten werd ook beter gegarandeerd doordat klerken de ingeleverde teksten overschreven om bijvoorbeeld handschriftherkenning te voorkomen. Alle ingeleverde teksten werden beoordeeld door drie van elkaar onafhankelijke lezers.
Tijdens de Ming-dynastie  (1368-1644)  en de Qing-dynastie ( 1644-1912) bleven de commentaren van Zhu Xi (1130-1200) op het werk van Confucius maatgevend voor de interpretatie van de klassieken en kandidaten werden geacht antwoorden te formuleren die zich conformeerden aan die interpretatie. Kandidaten werden ook verplicht een tekst te schrijven in de vorm van het Achtledige essay. Ieder van de acht delen had een specifieke functie ( opening, verduidelijking, abstractie, argumentatie, conclusie, etc.) en moest voldoen aan voorschriften, zoals aantal zinnen, formaat en regels ten aanzien van symmetrie.  Het was een methode die vaak meer taaltechnische expertise vereiste dan een middel waarmee men zich op intellectuele wijze kon onderscheiden.  Er was dan ook een handel in kopieën van goed beoordeelde essays die dan zoveel mogelijk werden geïmiteerd. Het essay werd in de laatste periode van de Qing-dynastie een symbool voor het steriele en formalistische karakter van het systeem.

## De drie graden

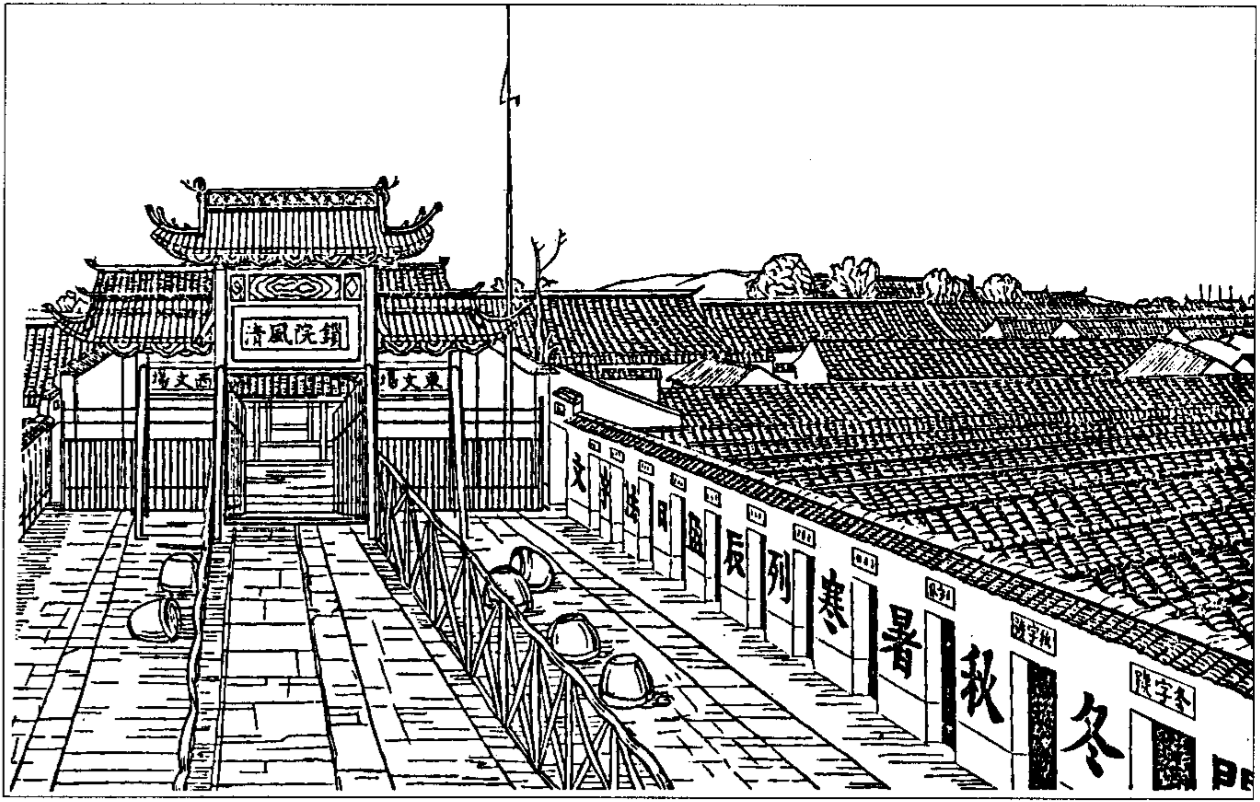
De ingang tot de hal van het examengebouw in Nanking. Hier werden examens met 10.000 kandidaten tegelijkertijd afgenomen

Het examen op het laagste niveau werd afgenomen onder de verantwoordelijkheid van provinciale autoriteiten in of nabij de woonplaats van de kandidaten. Bij succes verkreeg men de graad van xiucai (秀才, bloeiend talent), formeel shengyuan (生員). Slechts een klein deel van de kandidaten slaagde. Er zijn afhankelijk van de periode enige verschillen in percentages geslaagden, maar in geen enkele dynastie kwam dit boven de 10% uit. Deze graad bezorgde de geslaagde veel prestige, gaf hem het recht om een bepaalde kledij te mogen dragen en leidde tot belastingvrijstelling voor hem en zijn familie.  Het leidde echter maar zelden tot een ambtelijke baan. 
Het tweede niveau van examens vond iedere drie jaar plaats in de provinciale hoofdstad. Dit examen duurde drie dagen en gedurende die dagen verbleven de kandidaten in een soort cel. Zij dienden dan naast papier, inkt en schrijfgerei ook zelf voedsel, drinken, matrassen mee te nemen en gordijnen om voor de ingang van de cel te hangen. De geslaagde kandidaten verkregen de graad van juren (舉人, aanbevolen persoon). Het percentage geslaagden was hier nog lager en lag vaak op 1% a 2%. Geslaagden verwierven nog groter prestige en economisch voordeel, maar ook deze graad leidde meestal slechts tot benoemingen in lagere functies.
Voor een carrière die kon leiden tot de ambtelijke top was het noodzakelijk het examen in de hoofdstad van het land af te leggen. Ook dit vond eens per drie jaar plaats. Hier slaagde globaal 3% tot 5% van de deelnemers. Het leidde tot de graad van  jinshi (Gepresenteerde geleerde) , een oudere term die al gebruikt werd in de tekst van de Optekeningen over de riten. De nieuwe geslaagden dienden hierna nog een meer ritueel examen af te leggen in het paleis, waarbij de keizer aanwezig kon zijn. De antwoorden op hier gestelde vragen leidde tot een rangorde van de geslaagden. Ook succes in dit examen leidde niet automatisch tot een benoeming. De hoogsten in de vastgestelde rangorde konden na een periode in een van de departementen een hoge bestuurlijke functie in het land verwachten, maar dat gold lang niet voor allen.

## Toegankelijkheid

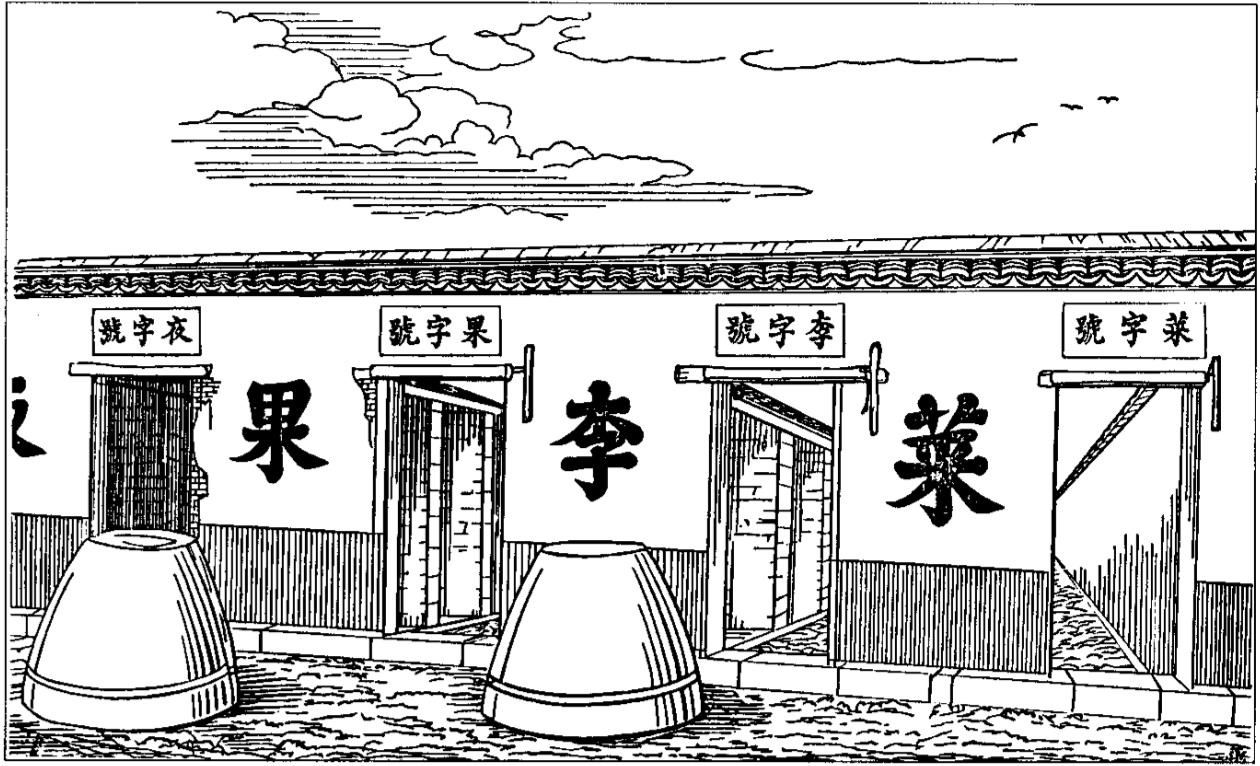
De gangen naar de examencellen

Er was in principe geen limiet aan het aantal herexamens dat eerdere niet-geslaagden konden doen. Er waren dan ook zeer veel kandidaten die vele malen met name het examen op provinciaal niveau trachtten te behalen. Voor veel kandidaten was de studie voor heel vaak niet succesvol afgelegde examens bepalend voor het grootste deel van hun volwassen leven.  In principe was het examensysteem voor iedereen toegankelijk. Feitelijk was een meerderheid van kandidaten afkomstig uit welgestelde families, die de kosten voor de studie van de kandidaat kon financieren. Vanaf de Song-dynastie tot het eind van het systeem in begin twintigste eeuw zijn er echter ook veel voorbeelden te noemen van kandidaten uit aanzienlijk minder welgestelde tot echt arme families die via het systeem tot de hoogste functies konden opklimmen.
Het grootste probleem was  – met name tijdens de Qing-dynastie –  het gebrek aan voldoende ambtelijke functies. Tijdens de achttiende eeuw was het aantal van 500.000 geslaagden op het laagste niveau in 1700  naar 1.000.000 in 1800 gegroeid, ondanks het feit dat in de tweede helft van die eeuw de overheid quota introduceerde om de groei af te remmen. De toename van het aantal opgeleiden verhield zich echter niet met de ideologie van de Qing van een kleine overheid . Het nagestreefde ideaal van een   goedhartig bestuur verhinderde ook de beslissing om belastingen te verhogen en met die opbrengst het aantal gesalarieerden te verhogen. Er waren in 1800 ongeveer 20.000 bestuursposten te verdelen in het gehele land. Het totale bestand van afgestudeerden, inclusief de personen die ook de hoogste examens hadden afgelegd was 1.400.000. Gebrek aan voor hen zinvolle arbeid leidde tot het ontstaan van een aantal clubs en verenigingen waarin een provocatieve stijl van politiek voeren werd bedreven en de vorming van vele facties buiten de officiële bestuursorganen.
Over het algemeen zorgde de studie en de examenstof echter ook voor een min of meer gemeenschappelijk wereldbeeld van allen die studeerden voor het examen. De verbondenheid van het examenstelsel met de keizer had ook tot gevolg dat het overgrote deel van de kandidaten  zich - ook nog na eventueel niet behalen van een gewenste graad - verbonden voelden met de dynastie. Het is een kenmerk van de Chinese geschiedenis vanaf de Song-dynastie dat de literati zelden in opstand kwamen tegen keizerlijk gezag.

## Discussies en controverses inzake het systeem
Vanaf de Song-dynastie waren er in China discussies over het curriculum van de examens. De kandidaten die slaagden voor de hoogste examens waren mensen die hoog geletterd waren, vertrouwd met de heersende politieke ideologie van die tijd en in staat om onder hoge druk vragen te analyseren en daarop antwoorden binnen een gegeven format te geven. Dat waren op zich kwaliteiten die relevant waren om te functioneren binnen een – sterk politiek gerichte - administratie. De kritiek richtte zich met name op het ontbreken van praktische zaken, zoals hoe dan een administratie moest worden ingericht en beheerst en hoe dat betrouwbare statistische gegevens diende op te leveren.
Die discussie was ook een herhaling van de oude Chinese controverse tussen confucianisme en legalisme. Het was de tegenstelling tussen de rol van personen die geacht werden door de studie van confucianistische klassieken over hoge morele kwaliteiten te beschikken en personen die vooral verdere beheersing van politieke, bestuurlijke en administratieve technieken als noodzakelijk beschouwden. Over het algemeen overheerste echter het confucianistische ideaal.